# Norums kyrka
Norums kyrka är en kyrkobyggnad i Kyrkenorum i utkanten av Stenungsund. Den tillhör Norums församling i Göteborgs stift.

## Kyrkobyggnaden
Kyrkan har legat på samma plats sedan 1100-talet. Byggnaden före 1847 var en välvd romansk stenkyrka med ett långhus och ett mindre och smalare kor, som hade en nisch i östra muren med trapplika upphöjningar. Den innehöll från början troligen en helgonbild. De båda avdelningarna åtskildes genom en mur, målad med fresker, liksom läktare och valv och muren var troligen försedd med en triumfbåge. Den nedrevs på våren 1847 för ombyggnad av en ny kyrka som uppfördes på platsen samma år.
Den enda synliga del som ännu finns kvar av den ursprungliga kyrkan är merparten av den västra muren. De södra, östra och norra väggarna revs då kyrkan utvidgades 1847–1850.

### Tornet och klockorna
Tornet i väster byggdes 1785 och ersatte då en äldre klockstapel. För att förstärka trätornet från 1700-talet, vars övre del lutade en aning, byggdes kyrkan om i början av 2000-talet, genom att det gamla vapenhuset under tornet byggdes till åt väster och åt sidorna.
Fyra kyrkklockor hänger i tornet, av vilka tre fortfarande används.
- Storklockan har inskriptionen: Gjuten på Norums församlings bekostnad 1926. Gloria in Excelsis ("ära åt Gud i höjden"). Den har grundtonen ass i tredje oktaven vid klockringning.
- Lillklockan har inskriptionen: Skänkt till Norums kyrka 1926. Evolemus ad aeterna gaudia ("låt oss svinga oss till den eviga glädjen"). Den har grundtonen h i tredje oktaven.

#### De medeltida klockorna
- Storklockan är av en låg och bred senmedeltida typ. Den används inte, men hänger också i tornet, dock i en våning nedanför klockvåningen.
- Lillklockan från 1300-talet (grundtonen f i fjärde oktaven) används för tacksägelseringning. Den har ett brett tomt skriftband runt halsen. På kroppen finns: ett grovt ristat kors som står på en hjärtformad sockel och ett pilgrimsmärke med en klumpigt utförd stående biskop eller abbot under en baldakin.[1]

Strax intill kyrkan, vid dess västra sida utanför kyrkogårdsmuren, ligger ett församlingshem byggt på 1980-talet där församlingsverksamhet bedrivs.

## Inventarier

### Dopfunten

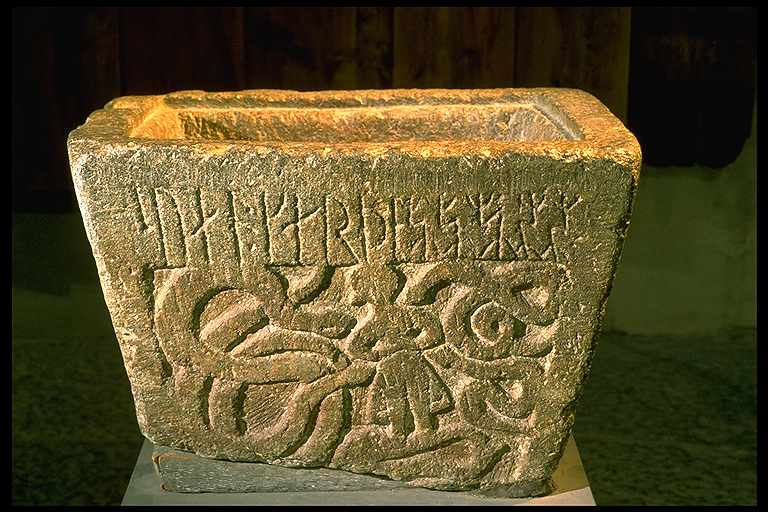

Kyrkans dopfunt från 1100-talet är lådformig och nedåt avsmalnande samt tillverkad i glimmergnejs. Endast cuppan är bevarad. Inskriptionen i runor lyder: "Sven gjorde mig". Funten har likheter med den i Kareby kyrka, som också har fyrkantig form, och är alltså utförd av mäster Sven. Cuppan som avsmalnar nedåt har sidor försedda med en platt och låg relief som framställer enkelt huggna figurer. Under signaturen ser man en figur omgiven av stora slingrade ormar, som anses syfta på den fornnordiska sagan om Gunnar i ormgropen. Funten har endast ett kristet motiv som visar två kors i varsin rundbåge på en av sidorna, på de övriga sidorna ser man orm- och bandslingeornament. Funten återfanns 1847 på kyrkogården bland annat skräp som rensats ut från den gamla kyrkan. Den hade tidigare legat i vapenhuset i många år utan att användas. Den hade inget lock och ingen botten och är av sandsten. Församlingen behövde ekonomi för bygghjälp och materialhus inför nykyrkebygget. Dopfunten försåldes med annat skräp för 32 skillingar Banco (motsvarar 96 öre med köpkraft motsvarande 64 kronor i dagens värde 2022) genom ombudet f. d. fanjunkare Anders Julian Hellgren på Finkenberg till S. M. adjunkten Axel Emanuel Holmberg (1817-1861) och författare till "Bohusläns Historia och beskrifning" och vid tillfället var adjunkt hos prosten Pehr Abraham Delin i Hjertums pastorat. Denne Holmberg utgav sig för att enligt uppdrag av Kungliga Vitterhets- Historie- och Antiqvitetsakademien, köpa upp fornsaker eller liknande för dens räkning. Något som han aldrig varit kopplad till. Dopfunten skulle därefter fraktas med båt till Stockholm för dess nya historiska muséum. Men i Stockholm september 1847 ville Holmberg först sälja dopfunten till det ganska nystartade historiska museet för 20 Rdl Riksgälds (motsvarar 19 kr. 20 öre och 1280 kr i dagens köpkraft) men fick ett avböjande av då tillfällige riksantikvarien Bror Emil Hildebrand (1806-1884). Cirka år 1849 efter samtal med nu ordinarie riksantikvarien Bror Emil Hildebrand när de träffades i Stockholm, ville Holmberg istället skänka den till museet vilket Hildebrand tackade för. Därefter hände inget förrän våren 1851 då Holmberg sålde dopfunten till ett par engelska uppköpare för cirka 100 Rdl Banco (motsvarande 12 800 kr. i dagens köpkraft), som ville skänka den till British Museum. När riksantikvarien Bror Emil Hildebrand fick reda på detta, så försökte han stoppa handeln och dopfuntens utförande ur landet. Vittnesmål från församlingen och andra personer i samband med dopfuntens första försäljning kom in under sommaren. Han anförde skälen för engelsmännen med bifogade handlingar, att församlingen inte erbjudit Kronan enligt lag om att få köpa den först. I det engelska sällskapet fanns även en diplomat som förvarade dopfunten hos sig. Dessa höll ett möte den 5 juli (1851) och beslutade om att dopfunten skulle stanna i Sverige då anskaffandet av den betecknades som tvivelaktigt. Dopfunten förvaras i Statens historiska museum. I kyrkan återfinns en kopia utförd 1962. Under predikstolen står en dopfunt i ek, som användes 1895–1962, innan kopian började användas.
Ett mässingsfat till dopfunten från 1634 hänger på norra väggen framme vid koret. Det var en gåva av Rutger von Ascheberg. På södra väggen finns även ett dopfat från 1400-talet.

#### Dopfuntens fyra sidor

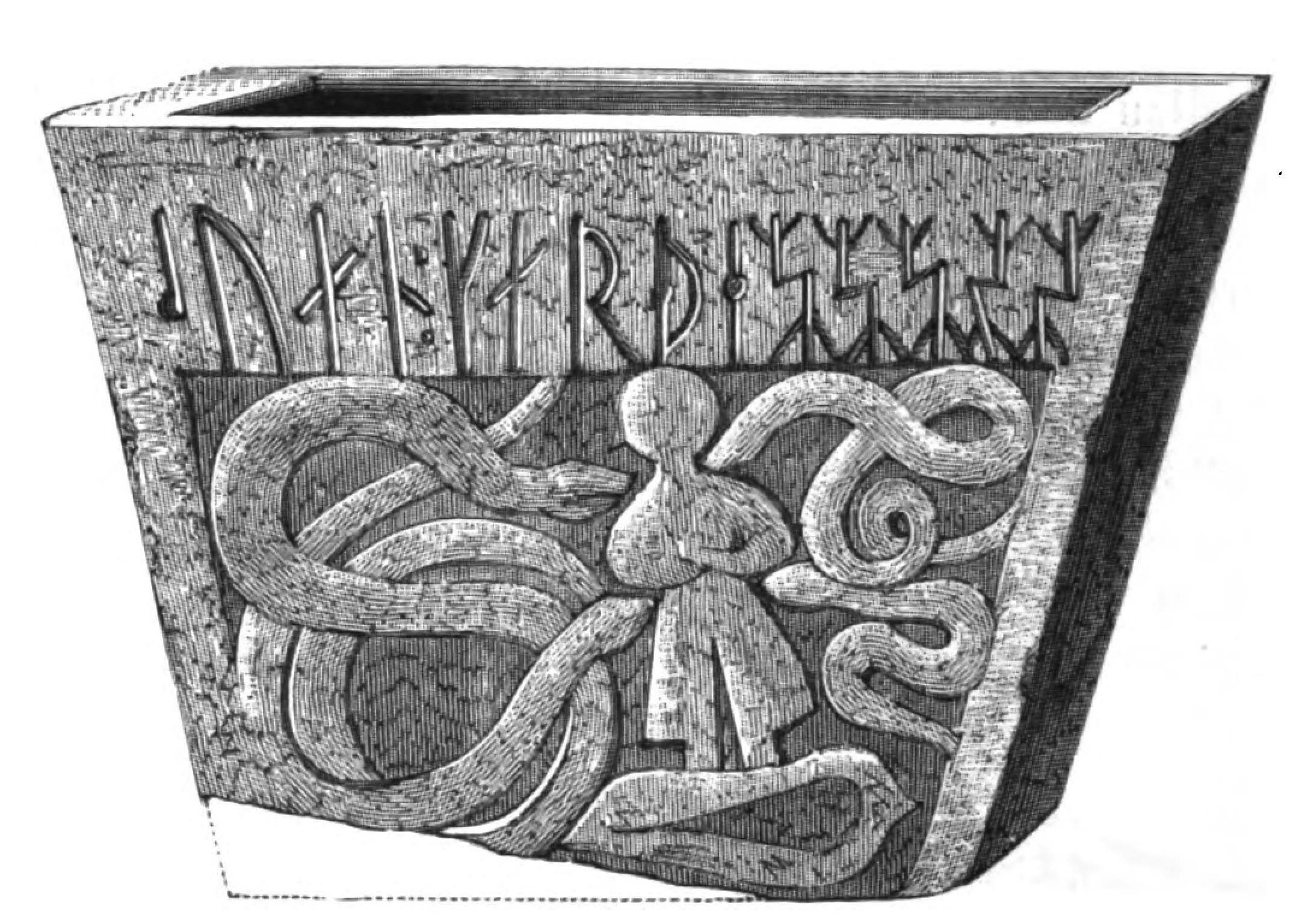
En mansfigur omgiven av fyra slingrande ormar, vars fötter trampar på ett ovalt föremål. Runraden har uttytts: Sven gjorde mig.
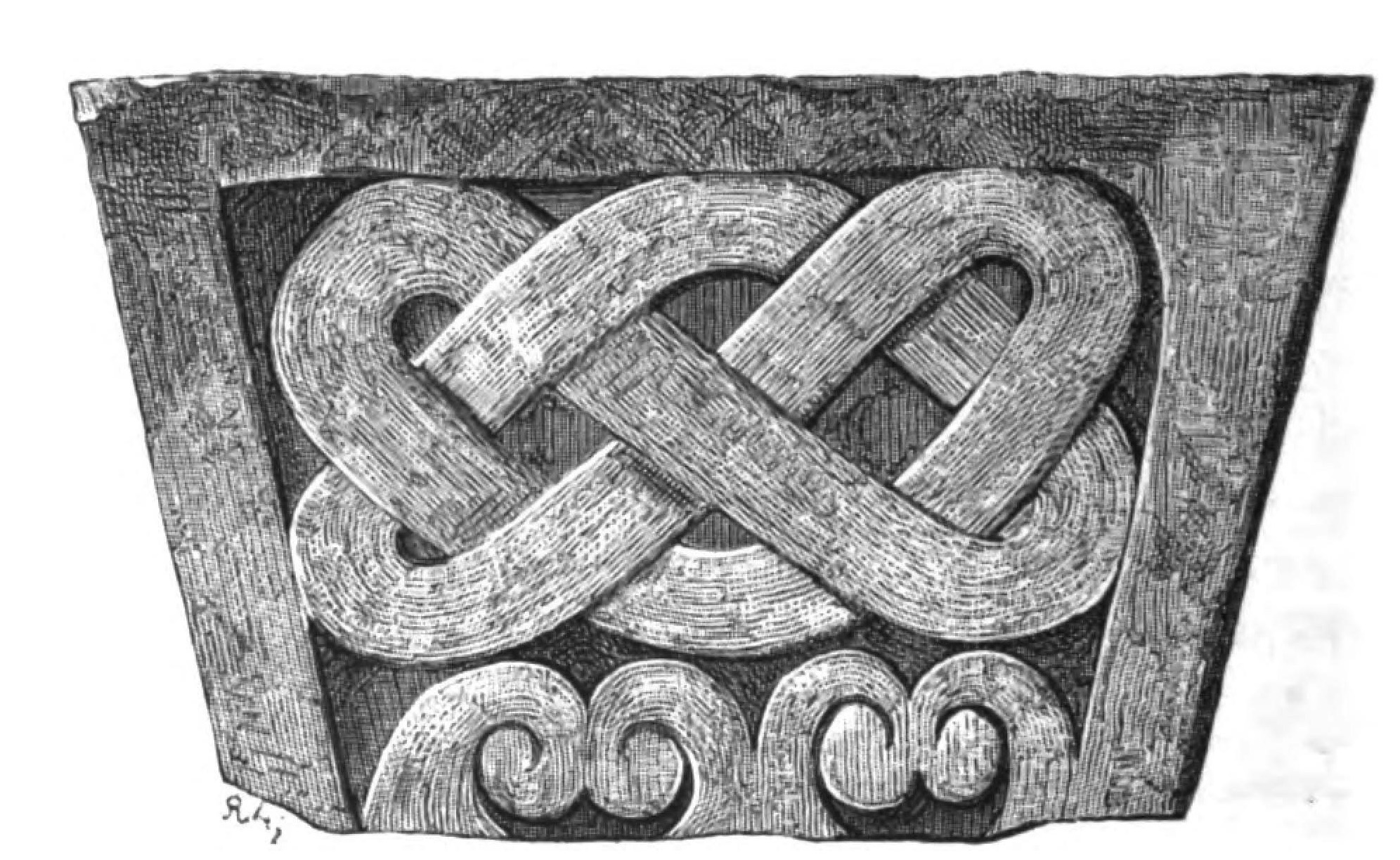
Enkel bandkringla och därunder två ornament.
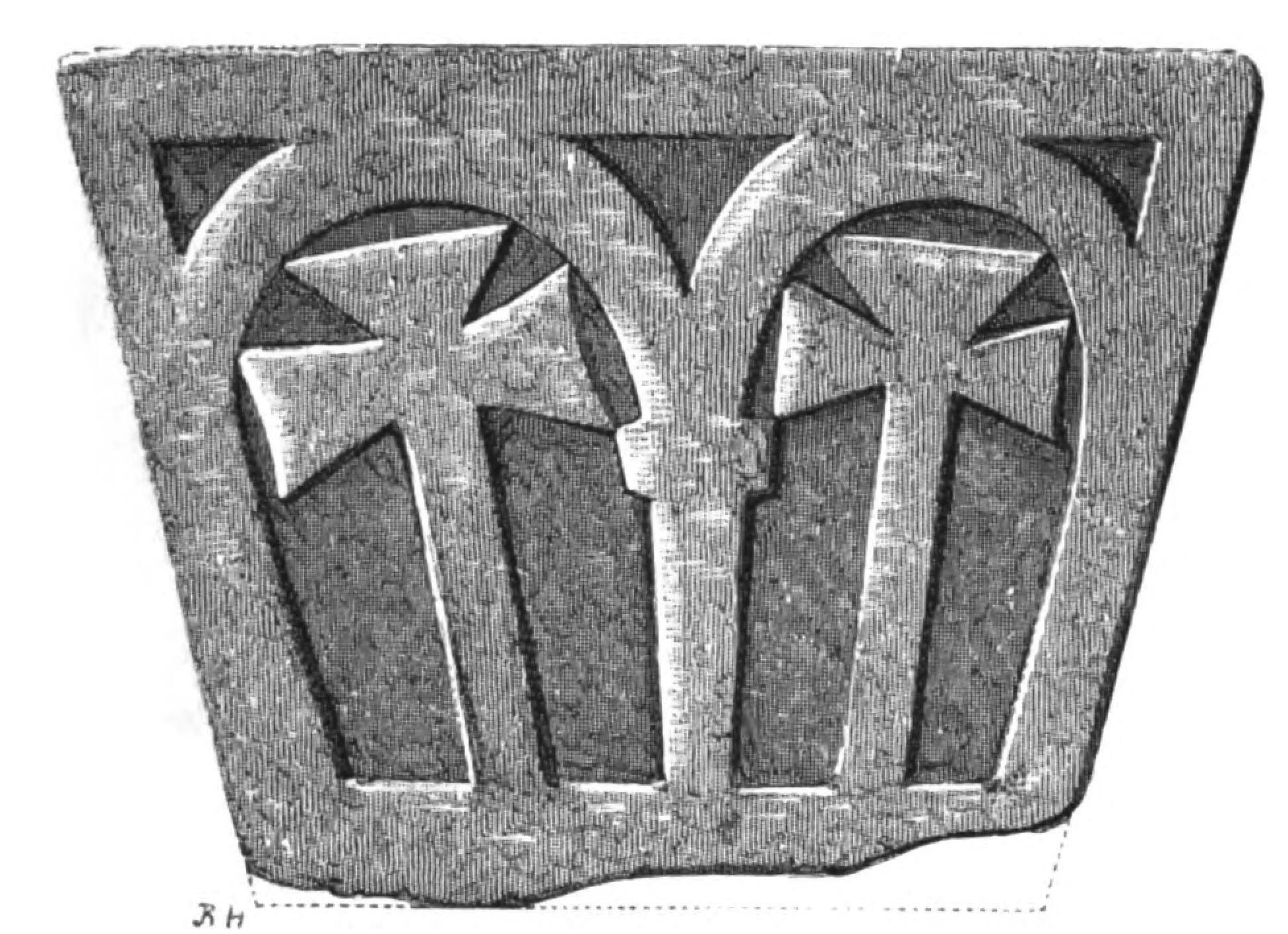
Två stående kors inom var sin arkad.
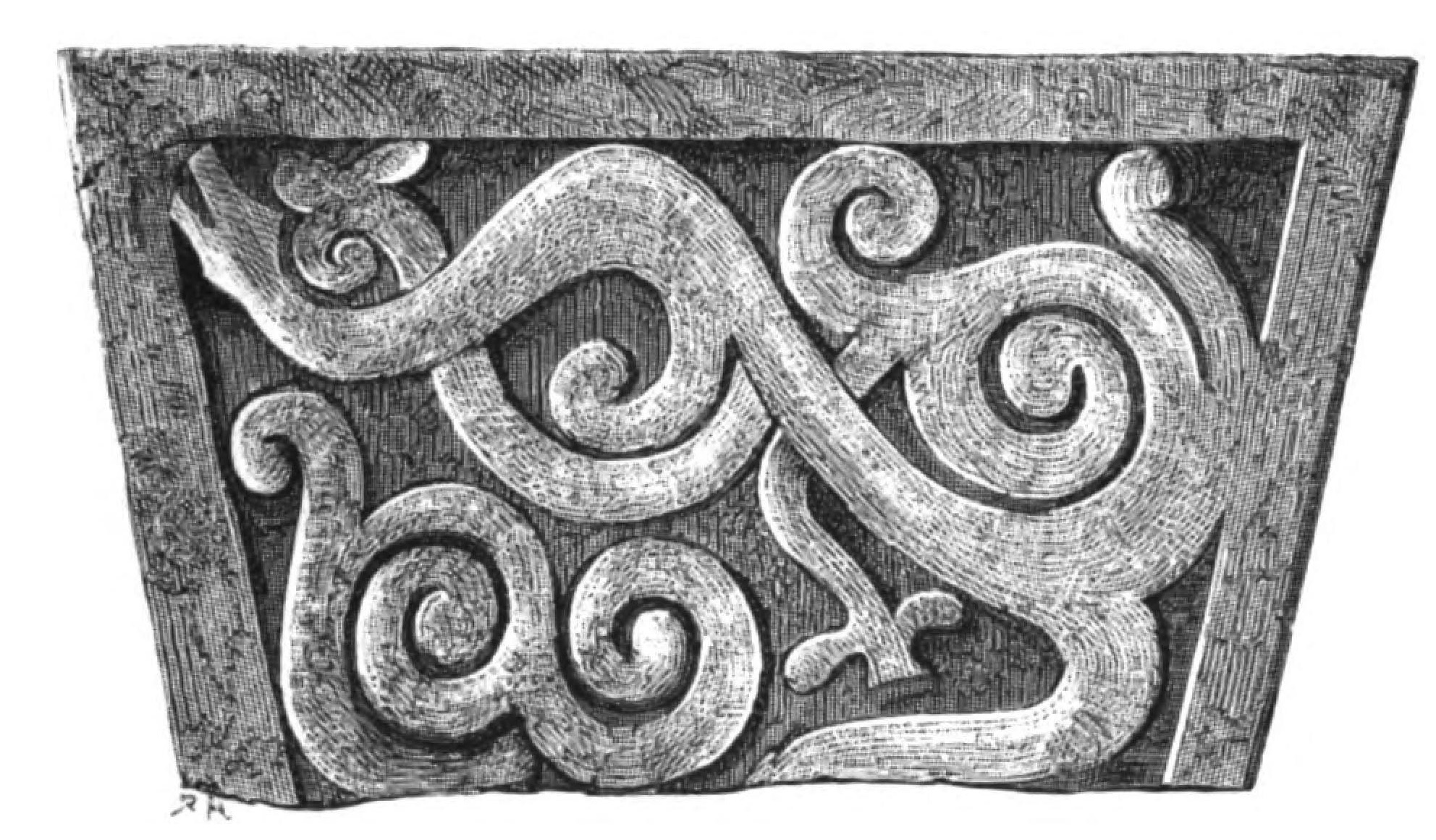
Breda rankor i platt relief som bildar spiraler. En avslutas med ett djurhuvud.

### Altartavlan, predikstolen, sakristian och inventarier skänkta av donatorer
- Altartavlan är i barock från 1635. I ett parti finns en dansk flagga i en Jesusskildring. Ett yngre överstycke från 1800-talets mitt står vid orgeln och istället används återigen det äldre överstycket.
- På altaret står ett 1700-talskrucifix. Malmstakarna på altaret är skänkta av lagman Hans Fransson och Sophie Jockimsdatter.
- Häradshövding Ottosson med maka skänkte på 1800-talet en gyllenläderstol, två silverljusstakar på altaret från 1857, samt pengar som användes år 1956 till inköp av två golvljusstakar som flankerar altaret.
- 1921 inköptes två sjuarmade ljusstakar som står i de båda korfönstren.
- Predikstolen är från 1600-talet. Att döma av målnings- och färgtekniken gäller det också taket i sakristian, som har en målning som föreställer en scen ur Uppenbarelseboken (Uppenbarelseboken 6:12). Målningen fanns ursprungligen på Stenungsön.
- Till höger i koret hänger en tavla från 1500-talet av en okänd mästare), skänkt av direktör Friedrichs.
- En brudbänk med tyg från år 1900 står till höger i koret och härstammar troligen från den gamla kyrkan.
- Kormattan syddes och skänktes av syföreningen 1939.

### Gravkoret, votivskeppet och de gamla kyrkbänkarna
- Mitt i kyrkan finns ett gravkor från 1646, byggt för lagman Fransson, som hade egendom i socknen. Det låg ursprungligen under kyrkans kor, men på grund av utbyggnaden 1847–1850 hamnade det mitt i kyrkan.
- Votivskeppet, som är en fullriggad korvett med två batterier, skänktes enligt en muntlig tradition på 1760-talet av Simon Svensson, som räddats i sjönöd. Det ska ha tillverkats av hans farfar. Skeppet såldes 1847, i samband med kyrkans ombyggnad, men skänktes tillbaka till kyrkan med löfte om att det aldrig skulle säljas igen.
- Kyrkans slutna bänkar är de ursprungliga. De främsta bänkarna är extra utsirade i barockstil med skulpturer ovanför bänkluckans båda sidor. Den så kallade kyrkvärdsbänken var en herrskapsbänk och i texten på luckan omnämns lagman Fransson.

### Övrigt
- Den minsta av ljuskronorna är från 1771, medan de andra två är från 1913 och 1932.
- Golvuret i koret är från 1913.
- En av nummertavlorna är från 1700-talet
- Kyrkkistan längst bak i kyrkan under orgelläktaren är från 1600- eller 1700-talet. Där förvarades förr kyrksilvret.
- Kyrksilvret omfattar en oblatask från 1719, kalk och patén från 1792, två vinkannor från mitten av 1800-talet med silverbeslag samt en nysilverkanna från 1890. Dopvattenkannan är från 1968 och brudkronan från 1948.
- Av textilierna är den gröna skruden från 1811 den äldsta och den violetta från 1890-talet.
- Före ombyggnationen fanns en gammal svart stentavla med inristade vitmålade runor och solsymboler uppsatt på västra ytterväggen vid tornet; närmare bestämt vid kyrkans tidigare gamla ingång i det anslutande vapenhusets norra vägg. Stentavlan förvaras nu inne i den nybyggda delen av kyrkan.

## Orglar
- Kyrkan första läkarorgel var byggd 1895 av Salomon Molander och dess ljudande fasad är bevarad. Verket har byggts om 1924 och 1967 av A. Magnusson Orgelbyggeri AB och har arton stämmor fördelade på två manualer och pedal.[4]
- Nära koret står en orgel tillverkad omkring 1980 av Smedmans Orgelbyggeri med fyra stämmor.[5]